# Вионе
Вионе (итал. Vione, ломб. Viù) — коммуна в Италии, в провинции Брешиа области Ломбардия.
Население составляет 740 человек (2008 г.), плотность населения составляет 22 чел./км². Занимает площадь 36 км². Почтовый индекс — 25050. Телефонный код — 0364.
Покровителем коммуны почитается святой Ремигий, празднование во второе воскресение сентября.

## Демография
Динамика населения:

## Администрация коммуны
- Официальный сайт: http://www.comune.vione.bs.it/